# Баинци (Црна-Трава)
Баинци (серб. Бајинци) — населённый пункт в общине Црна-Трава Ябланичского округа Республики Сербии.

## Население
Согласно переписи населения 2002 года, в селе проживало 23 человека (все сербы).
| Численность населения | Численность населения | Численность населения | Численность населения | Численность населения | Численность населения | Численность населения | Численность населения |
| 1948                  | 1953                  | 1961                  | 1971                  | 1981                  | 1991                  | 2002                  | 2011                  |
| --------------------- | --------------------- | --------------------- | --------------------- | --------------------- | --------------------- | --------------------- | --------------------- |
| 420                   | 398                   | 305                   | 130                   | 86                    | 34                    | 23                    | 11                    |

## Религия
Согласно церковно-административному делению Сербской православной церкви, село относится к Предеянскому приходу Власотинацкого архиерейского наместничества Нишской епархии.